# Адам Папе
Адам Станіслав Папе (пол. Adam Stanisław Papée, 21 липня 1895 — 6 березня 1990) — польський фехтувальник, призер Олімпійських ігор і чемпіонатів світу.

## Біографія
Його предки емігрували на початку XIX століття з Франції, і зберегли французьке написання прізвища; його батько Фридерик Папе був відомим істориком, а в 1907 році був обраний членом-кореспондентом Академії знань. Сам він народився 1895 року у Львові (Австро-Угорщина), під час Першої світової війни вступив до Польських легіонів, був поранений у бою, мав бойові нагороди.
Після утворення незалежної Польщі вивчав економіку в Ягеллонському університеті, потім працював у банківській сфері. Був одним із засновників Польського союзу фехтування, а в 1926—1930 роках був його президентом; змагався на всіх видах фехтувальної зброї, але найбільших успіхів досяг у фехтуванні на шаблях. У 1924 році взяв участь в Олімпійських іграх у Парижі, але не завоював нагород. 1928 року став бронзовим призером Олімпійських ігор в Амстердамі. У 1930 році завоював бронзову медаль Міжнародної першості з фехтування у Льєжі (в 1937 році Міжнародна федерація фехтування заднім числом визнала всі проведені раніше Міжнародні першості з фехтування чемпіонатами світу). У 1932 році став бронзовим призером Олімпійських ігор у Лос-Анджелесі. У 1936 році взяв участь в Олімпійських іграх у Берліні, але там польська команда шаблістів зайняла лише 4-е місце.
Під час Другої світової війни брав участь разом з двома дочками у Варшавському повстанні. Після Другої світової війни продовжив тренерську діяльність. 1987 року опублікував мемуари під назвою «Na białą broń» («З холодною зброєю»).